# Weil wir Champions sind
Weil wir Champions sind es una película para televisión de comedia dramática deportiva alemana de 2022 dirigida por Christoph Schnee y escrito por Andreas Fuhrmann y Oliver Philipp. Es un remake en idioma alemán de la película de 2018 Campeones. Protagonizado por Wotan Wilke Möhring junto con Katharina Schüttler, Ben Münchow, Ursula Werner y Sabine Vitua mientras que Antonia Riet, Tanino Camilleri, Luca Davidhaimann, Christian Forst, Nico Michels, Jonas Relitzki, Jochen Riemer, Simon Rupp y Matthias Sander debutan como actores.

## Sinopsis
Las cosas no van bien para el entrenador de baloncesto Andreas: el trabajo se va, la esposa se va y luego lo atrapan conduciendo por la ciudad en busca de alcohol. ¿La consecuencia? horario comunitario. A partir de ahora, Andreas entrenará un equipo de baloncesto con jugadores con discapacidad mental. Un verdadero desafío para el exitoso entrenador de la Bundesliga. Aunque una segunda mirada siempre vale la pena y la felicidad también es una cuestión de perspectiva.

## Reparto
Los actores que participaron en esta película son:
- Wotan Wilke Möhring como Andreas Ellguth
- Ben Münchow como Daniel Ellguth
- Katharina Schüttler como Pia Thomann
- Ursula Werner como Katrin Hepp
- Matthias Sander como Waldemar Litwinow
- Jonas Relitzki como Rudi Cölle
- Jochen Riemer como Michael Hellmich
- Simon Rupp como Matze Brauns
- Nico Michels como Ulli Gericke
- Luca Davidhaimann como Gregor Scherzinger
- Tanino Camilleri como Tino Bierwald
- Christian Forst como Manuel Horch
- Antonia Riet como Maya Krawczyk
- Sabine Vitua como Jueza
- Enno Kalisch como Rochus Scherzinger

## Producción
La fotografía principal inició en junio de 2021 en Telekom Dome, Bonn y sus alrededores.

## Lanzamiento
Se estrenó el 5 de abril de 2022 en el canal de pago RTL+. Su estreno en un canal de televisión público se dio el 25 de mayo de 2022 en VOX.

## Premios y nominaciones
| Año  | Premios                                      | Categoría     | Recipiente     | Resultado | Ref.   |
| ---- | -------------------------------------------- | ------------- | -------------- | --------- | ------ |
| 2022 | Premios de la Academia de Televisión Alemana | Mejor Casting | Iris Baumüller | Nominada  | [ 11 ] |